# Medaglia Faraday (RSC)
La Medaglia Faraday (Faraday Medal) viene conferita dal Gruppo Elettrochimica della RSC. Dal 1977 onora il lavoro di illustri elettrochimici di metà carriera al di fuori del Regno Unito e della Repubblica d'Irlanda per i loro progressi nella ricerca.

## Vincitori della medaglia[2]
- 1977 Veniamin Grigorievich Levich (1917–1987), Università di Charkiv UA
- 1981 John O’M. Bockris (1923–2013), A&M USA
- 1983 Jean-Michel Savéant (1933–2020), CNRS FR
- 1985 Michel Armand, UPJV FR[3]
- 1987 Heinz Gerischer (1919–1994), FHI DE
- 1991 David A. J. Rand, CSIRO Division of Mineral Chemistry, Port Melbourne[4]
- 1994 Stanley Bruckenstein, UB USA[5]
- 1995 Michael J. Weaver (1947–2002), PU USA
- 1996 Adam Heller, UT USA
- 1998 Wolf Vielstich, Universität Bonn DE
- 1999 Philippe Allongue, CNRS FR
- 2000 Alan Maxwell Bond, Università Monash AUS[6]
- 2001 Michael Grätzel, EPFL FR
- 2002 Henry S. White, UofU USA[7]
- 2003 Dieter M. Kolb, wikidata (1942–2011), UULM DE
- 2004 Daniel A. Scherson, CWRU (Cleveland, Ohio USA)
- 2005 Robert Mark Wightman, UNC USA
- 2006 Hubert H. Girault, EPFL FR
- 2007 Christian Amatore, CNRS FR
- 2008 Nathan Lewis, CIT USA
- 2009 Reginald M. Penner, UCI USA
- 2011 Héctor D. Abruña, CUI (Ithaca, New York USA)
- 2012 Zhong-Qun Tian, Xia Da JP
- 2013 Nenad Markovic, ANL (Chicago, Illinois USA)[8]
- 2014 Masatoshi Osawa, Università di Hokkaido JP
- 2015 Richard M. Crooks, UT USA[9]
- 2016 Justin Gooding, UNSW AUS[10]
- 2017 Marc Koper, LEI NL[11]
- 2018 Yang Shao-Horn, MIT USA
- 2019 Martin Winter, WWU DE
- 2020 Shirley Meng, UCSD USA
- 2021 Peter Strasser, TUB DE